# Зонсбек
Зонсбек (њем. Sonsbeck) општина је у њемачкој савезној држави Северна Рајна-Вестфалија. Једно је од 12 општинских средишта округа Везел. Према процјени из 2010. у општини је живјело 8.588 становника. Посједује регионалну шифру (AGS) 5170040.

## Географски и демографски подаци
Зонсбек се налази у савезној држави Северна Рајна-Вестфалија у округу Везел. Општина се налази на надморској висини од 25 метара. Површина општине износи 55,4 km². У самом мјесту је, према процјени из 2010. године, живјело 8.588 становника. Просјечна густина становништва износи 155 становника/km².

## Међународна сарадња
| Мјесто  | Држава               | Врста сарадње | Од    |
| ------- | -------------------- | ------------- | ----- |
| Боксмер | Холандија            | контакт       | 2000. |
| Сендвич | Уједињено Краљевство | партнерство   | 1987. |
| Извор   |                      |               |       |